# Češkoslovaška
Češkoslovaška (češko: Československo, slovaško: Česko-Slovensko, pred 1990 Československo) je bila država v srednji Evropi, ki je obstajala med letoma 1918 in 1992 z nekajletno prekinitvijo med 2. svetovno vojno. 1989 se po žametni revoluciji oddalji od političnega in vojaškega vpliva ZSSR. 1. januarja 1993 se je sporazumno razdružila v Češko in Slovaško.

## Politika
Državna ureditev:
- 1918–1968 (z izjemo 1938-1945): centralizirana država, sestavljena iz zgodovinskih pokrajin (Češke, Moravske-Šlezije, Slovaške in uradno do 1944/45 tudi Rutenije)
- 1969–1992: federativna republika sestavljena iz Češke socialistične republike (1990-1992: Češka republika) in Slovaške socialistične republike (1990-1992: Slovaška republika);
- 1918–1939 in 1945-1948 in 1990-1992: demokratična republika
- 1939–1945: razdeljena v Protektorat Češka in Moravska ter Slovaško
- 1948–1989: komunistična država z (de facto) enostrankarskim političnim sistemom in s centralno planiranim gospodarstvom
- 1969–1990/93: federativna država, sestavljena iz češke in slovaške republike

## Geografija
Sosede ČSR so bile: Nemčija (1945-1990: Zahodna Nemčija in Nemška demokratična republika), Poljska, Sovjetska zveza (1992: Ukrajina), Romunija (do 1939), Madžarska, Avstrija
Zahodni del pripada severno- in srednjeevropskemu višavju, vzhodni del pa sestavljajo severni obronki Karpatov in porečje Donave.
Podnebje je prevladujoče celinsko, na zahodu z zmernimi zahodnoevropskimi temperaturami, na vzhodu pa izpostavljen ostrim vremenskim sistemom, značilnim za vzhodno Evropo in Sovjetsko zvezo.

## Uradna imena
- 1918-1920: Češko-slovaška republika ali Češkoslovaška republika (okrajšano RČS); kratko Češko-Slovaška, redkeje Češkoslovaška
- 1920-1938 in 1945-1960: Češkoslovaška republika (ČSR [prvotno RČS]); kratko Češkoslovaška
- 1938-1939: Češko-slovaška republika; Češko-Slovaška
- 1960-1990: Češkoslovaška socialistična republika (ČSSR); Češkoslovaška
- april 1990: Češkoslovaška federativna republika (češka različica) in Češko-slovaška federativna republika (slovaška različica),
- 1990-1992/93: Češka in slovaška federativna republika (ČSFR, kratko Češkoslovaška (česka različica) in Češko-Slovaška (slovaška različica))